# (200305) 2000 CW125
(200305) 2000 CW125 es un asteroide perteneciente al cinturón de asteroides descubierto el 3 de febrero de 2000 por el equipo del Lincoln Near-Earth Asteroid Research desde el Laboratorio Lincoln, Socorro, Nuevo México, Estados Unidos.

## Designación y nombre
Designado provisionalmente como 2000 CW125.

## Características orbitales
2000 CW125 está situado a una distancia media del Sol de 2,759 ua, pudiendo alejarse hasta 3,505 ua y acercarse hasta 2,012 ua. Su excentricidad es 0,270 y la inclinación orbital 8,730 grados. Emplea 1673,92 días en completar una órbita alrededor del Sol.

## Características físicas
La magnitud absoluta de 2000 CW125 es 15,5. 